# Łódzkie strajki lutowe 1971 roku
Łódzkie strajki lutowe 1971 roku – strajki, które miały miejsce w Łodzi w lutym 1971 roku, wkrótce po zmianie ekipy partyjno-rządowej, będącej efektem wydarzeń grudnia 1970 roku na Wybrzeżu.

## Geneza
Łódzkie fabryki włókiennicze w 25 lat po II wojnie wyposażone były w przestarzałe i zużyte maszyny, w dużej mierze z okresu międzywojennego, a w 20% nawet sprzed I wojny światowej. Także ok. połowa budynków fabrycznych znajdowała się w stanie śmierci technicznej. Dodatkowo łódzkie włókniarki pracowały w bardzo trudnych warunkach: uciążliwym hałasie, zapyleniu i wysokiej temperaturze. Jedynie w co drugim zakładzie pracy były prysznice, a zaledwie w co piątym jadalnie. Średnia płaca robotnika zatrudnionego w przemyśle włókienniczym w 1969 r. wynosiła 1994 zł, co stanowiło ok. 80% przeciętnej płacy krajowej. Sytuację zaogniał fakt, że 74% kobiet w wieku produkcyjnym w Łodzi pracowało głównie w przemyśle włókienniczym.
Po podwyżkach cen, ogłoszonych w grudniu 1970 roku, także w Łodzi wzrosło napięcie. Na murach pojawiły się napisy nawołujące do poparcia robotników Gdańska, rozrzucano ulotki. Dwukrotnie doszło do przerwania pracy, w Łódzkiej Fabryce Maszyn Jedwabniczych „Majed” i Widzewskiej Fabryce Maszyn Włókienniczych. Zdarzały się też przypadki oddawania legitymacji partyjnych.

## Przebieg

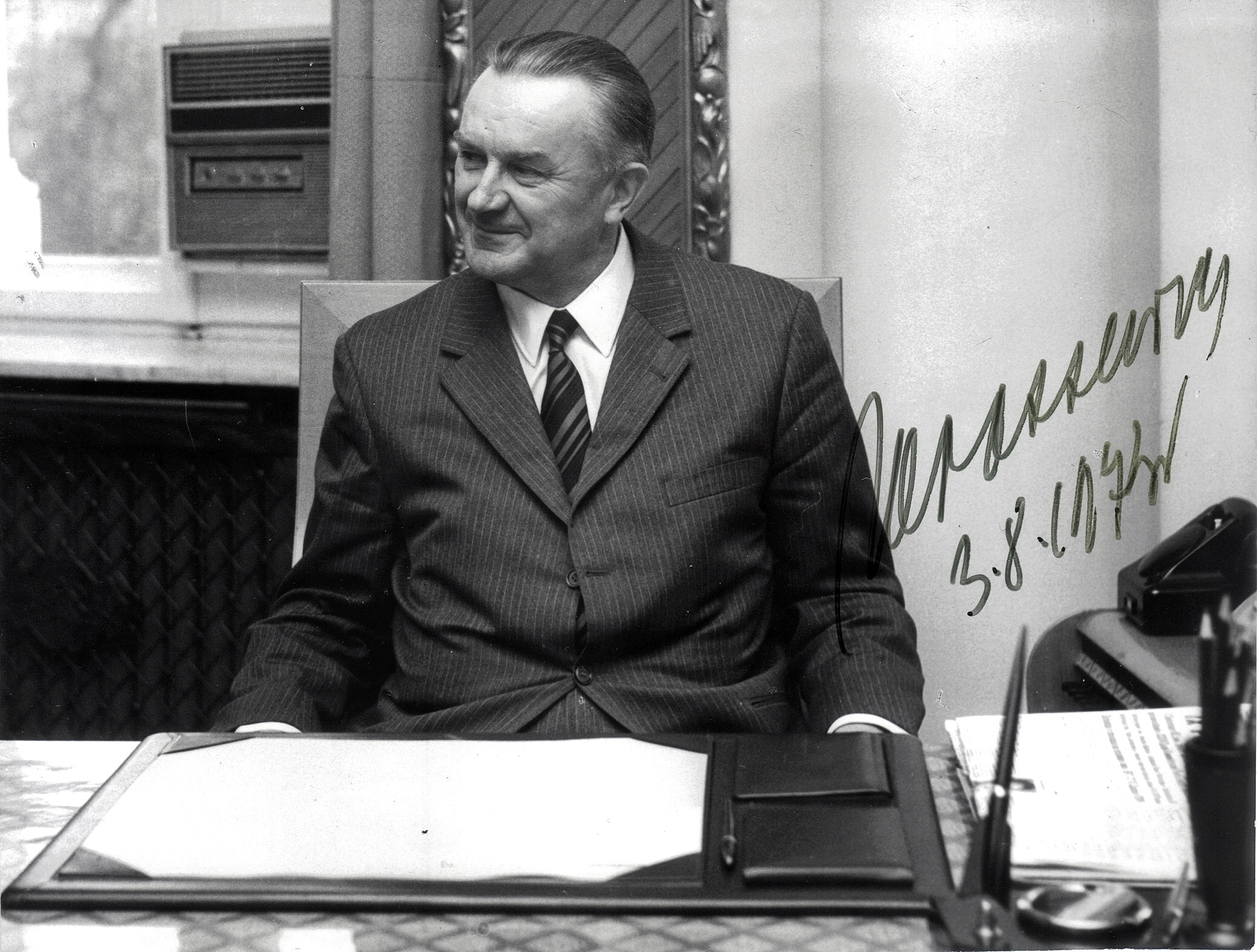
Piotr Jaroszewicz, przewodniczący delegacji na rozmowy ze strajkującymi robotnikami Łodzi w 1971 r.

Mimo zmian na czele partii i obietnic Gierka, sytuacja w Łodzi wręcz się pogarszała. W połowie stycznia zastrajkowali pracownicy Łódzkich Zakładów Mięsnych oraz Centralnej Wytwórni Odzieży.
10 lutego 1971 r. zastrajkowały Łódzkie Zakłady Obuwia i Wyrobów Gumowych „Stomil”. Pracownicy zażądali m.in. wzrostu płac o 25%, skrytykowano także pracę nadzoru technicznego. Spotkanie z dyrekcją zakończyło się niepowodzeniem. Tego samego dnia pracę przerwały pracownice drugiej co do wielkości fabryki w Łodzi, Zakładów Przemysłu Bawełnianego im. Marchlewskiego. Bezpośrednią przyczyną było obniżenie zarobków w nowym roku o ok. 200–300 zł, co w połączeniu z podwyżką cen żywności, spowodowało realne poważne zubożenie włókniarek. Strajkujące zażądały podwyżki płac o 20–25% oraz stworzenie klarownego systemu ustalania zarobków.
12 i 13 lutego zastrajkowało kolejnych 6 zakładów przemysłu bawełnianego: ZPB im. Obrońców Pokoju, im. 1 Maja, im. Armii Ludowej, im. gen. Waltera, im. Kunickiego, im. Hanki Sawickiej. 12 lutego strajkowało w Łodzi już ponad 12.000 osób. Zażądano przyjazdu nowego przywódcy partii Edwarda Gierka. Tymczasem 12 lutego zjawili się minister przemysłu lekkiego Tadeusz Kunicki, przewodniczący Centralnej Rady Związków Zawodowych Władysław Kruczek i wicepremier Jan Mitręga. Spotkanie z nimi nie przyniosło jednak żadnych rezultatów. W trakcie emocjonalnego spotkania doszło do sytuacji, która obrosła legendą – jedna z włókniarek odwróciła się i pokazała gołe pośladki.
14 lutego do Łodzi przyjechała kolejna delegacja, tym razem na czele stał nowo wybrany premier Piotr Jaroszewicz, któremu towarzyszyli członkowie Biura Politycznego PZPR Jan Szydlak i Józef Tejchma. Wizyta rozpoczęła się od wyreżyserowanego spotkania z aktywem partyjnym w Teatrze Wielkim. Następnie delegacja przybyła do ZPB im. Marchlewskiego. Spotkanie z włókniarzami odbyło się wieczorem w zakładowej świetlicy. Dramatyczne w przebiegu spotkanie było pokazem arogancji i nieudolnych, drętwych przemówień ze strony władz, oraz wielu dramatycznych wystąpień ze strony rozgoryczonych włókniarek. Tej samej nocy Jaroszewicz ze świtą odbył jeszcze spotkanie z załogą ZPB im. Obrońców Pokoju. Brak jakichkolwiek konkretów oraz przemówienia wygłaszane partyjną nowomową nie trafiały do zdesperowanych włókniarek, więc strajków nie przerwano. 15 lutego do protestów dołączyły kolejne zakłady przemysłu bawełnianego: im. Dzierżyńskiego, im. Harnama, im. Dubois oraz 17 innych zakładów przemysłu wełnianego, dziewiarskiego i metalowego. Pod wieczór tego dnia strajkowało ok. 55 tys. osób w 32 zakładach. Kilkaset osób próbowało blokady ulic, ale zgromadzenie przy braku poparcia strajkujących zostało rozbite przez milicję. Rozruchy miały miejsce także w centrum miasta, na ulicy Piotrkowskiej.
Strajki w łódzkiem trwały jeszcze przez drugą połowę lutego i marzec 1971 roku. Oprócz łódzkich strajkowały m.in. fabryki w Zelowie, Bełchatowie i Ozorkowie.

## Efekty
Efektem wizyty delegacji Jaroszewicza w Łodzi było uświadomienie sobie przez władzę, że sytuacja robotników w kraju rzeczywiście jest dramatyczna i nie wystarczy gierkowskie „Pomożecie”. Już 15 lutego nadano komunikat o wycofaniu się z planowanych wcześniej podwyżek cen żywności. Dodatkowo zdymisjonowano I sekretarza komitetu łódzkiego PZPR Józefa Spychalskiego, którego zastąpił Bolesław Koperski.